# William Lowther, II baronetto
Sir William Lowther (Yorkshire, 1694 – 6 marzo 1763) è stato un politico inglese.

## Biografia
Era il figlio maggiore di Sir William Lowther, I baronetto e di sua moglie, Annabella Maynard. Studiò nelle scuole di Wakefield e Leeds prima di essere ammesso al Sidney Sussex College di Cambridge come cittadino comune, il 28 febbraio 1713.
Successe al padre come baronetto e come membro del Parlamento per Pontefract, nel 1729. Nel 1740 lasciò la Camera dei comuni quando fu sciolta l'anno successivo.
Si è sposato due volte. La sua prima moglie, Diana Condon, che sposò nel 1719, era la figlia di Thomas Condon. Lei morì il 1 gennaio 1736. Il 17 agosto 1736 sposò la sua seconda moglie, Catherine Ramsden (morta il 5 gennaio 1778), figlia di Sir William Ramsden, II baronetto. Non ebbe figli da nessuna delle due mogli. Lasciò la tenuta di Swillington al suo primo cugino, il Reverendo William Lowther, che in seguito fu nominato baronetto e il cui figlio venne nominato conte di Lonsdale nel 1807.